# NGC 4067
NGC 4067 este o galaxie activă situată în constelația Fecioara. A fost descoperită în 1784 de către William Herschel. Se află la o distanță de 44,67 de megaparseci de Pământ.